# Александер Шалленберг
Александер Шалленберг (нім. Alexander Georg Nicolas Christoph Wolfgang Tassilo Schallenberg; нар. 20 червня 1969, Берн, Швейцарія) — австрійський державний діяч, дипломат, юрист, політик, міністр закордонних справ Австрії з 6 грудня 2021, до цього обіймав посаду з 3 червня 2019 до 11 жовтня 2021. Федеральний канцлер Австрії з 11 жовтня 2021 до 6 грудня 2021 та з 10 січня до 3 березня 2025 року.

## Біографія
Народився 1969 року в Берні у Швейцарії. Син австрійського посла, ріс в Індії, Іспанії та Франції. З 1989 до 1994 року вивчав право у Віденському університеті й Університеті Пантеон-Ассасе. Після його закінчення він продовжив навчання в Європейському коледжі, де навчався до 1995 року.

## Кар'єра
1997 року він розпочав працювати в Міністерстві закордонних справ Австрії.
3 червня 2019 року змінив Карін Кнайсль на посаді міністра закордонних справ Австрії в технократичному кабінеті Брігітте Бірляйн. Він зберіг свій пост у другому кабінеті Себастьяна Курца, який був приведений до присяги 7 січня 2020 року, куди його висунула АНП.

### Канцлер
Після того як Федеральний канцлер Австрії Себастьян Курц подав у відставку та запропонував Шалленберга як нового канцлера Австрії. 10 жовтня президент Австрії Александер ван дер Беллен оголосив, що 11 жовтня Александр Шалленберг складе присягу. Обіймав посаду з 11 жовтня до 6 грудня 2021 року. 6 грудня 2021 року знову обійняв посаду міністра закордонних справ в уряді Карла Негаммера.
У 2025 році президент Александер ван дер Беллен вдруге призначив Шалленберга тимчасовим канцлером з 10 січня, після відставки Карла Негаммера.